# Установка дегідрогенізації пропану у Фріпорті
Установка дегідрогенізації пропану у Фріпорті – підприємство нафтохімічної промисловості, створене компанією Dow Chemicals в Техасі. Друга (після проекту PetroLogistics у Х’юстоні) за часом створення установка дегідрогенізації пропану в США.
«Сланцева революція» надала великий ресурс зріджених вуглеводневих газів (найближчі гомологи метану – етан, пропан, бутан), що зокрема призвело до модернізації частини установок парового крекінгу з метою максимального переведення на найбільш енергетично вигідну сировину – етан. Переробка останнього замість більш важких вуглеводневих фракцій призводила до зниження виходу більш важких олефінів, зокрема пропілену. Між тим, в США піролізні установки традиційно були другим за обсягами джерелом виробництва цього продукту після НПЗ, до того ж саме вони виробляють найбільш високий за якістю пропілен, придатний для полімеризації (polymer-grade-propylene).
В очікуванні дефіциту пропілену, у США почалось спорудження установок, головною продукцією яких був би саме пропілен. Зокрема, про такі наміри у 2011-му оголосила відома хімічна корпорація Dow Chemical, котра вирішила розмістити виробництво на своїй площадці у Фріпорті (південніше Х’юстону, до речі, тут знаходяться і кілька її піролізних виробництв – LHC-7, LHC-8). Будівельні роботи в цілому завершились у грудні 2015-го, а за три місяці, після проведення пуско-налагоджувальних заходів, установка ввійшла в експлуатацію. Вона має потужність потужністю 750 тисяч тонн пропілену на рік та споживає до 35 тисяч барелів пропану на добу.
Технологію гідрогенізації для Dow Chemical розробила компанія Honeywell.